# Vedbrand
Vedbrand är en naturaförmån som avskaffades som löneförmån i Sverige 1951.